# 日尾町 (金沢市)
日尾町（ひおまち）は、石川県金沢市の地名。郵便番号は920-0000。

## 概要
金沢市南部に位置している。

## 地理

### 河川
- 犀川

## 歴史
- 1889年（明治22年）4月1日 - 周辺24か村との合併による犀川村発足により犀川村字日尾となる。
- 1954年（昭和29年）7月1日 - 内川村、額村、安原村、湯涌谷村とともに金沢市への編入により金沢市日尾町となる。

## 小・中学校の学区
市立小・中学校に通う場合、学区は以下の通りとなる。
| 番   | 小学校             | 中学校             |
| ---- | ------------------ | ------------------ |
| 全域 | 金沢市立犀川小学校 | 金沢市立犀生中学校 |

## 周辺
- 犀川
- 石川県道207号倉谷土清水線